# 王下七武海
王下七武海，簡稱「七武海」是日本漫畫《ONE PIECE》裡虛構的稱號，是被世界政府公認並具有特權的七大海賊。在第二部的世界會議過後，決議廢除王下七武海，就此取消其特權並受到海軍追捕。

## 簡介
「王下七武海」是《ONE PIECE》世界的偉大航道「三大勢力」之一（和海軍本部、四皇齊名），是七名實力超凡的海賊，但這七人並不屬於同一個組織；他們在世界政府認許下可自由搶奪未開發的土地及其他海賊。
政府會憑藉他們「實力超凡」和「知名度」這兩項條件對這世上的所有海賊形成威懾；他們亦須響應政府的徵召，為其參與戰爭，雙方擁有足以震撼世界的合作關係，彼此之間必須互利共生。雖然七武海在一般海賊的眼中是「世界政府的走狗」，但因七武海的實力通常能碾壓一般海賊，因此大多對他們敬而遠之，此外也會被視為一種實力象徵，知名度不輸四皇。
「王下七武海」的名號和角色是由約瑟夫在「惡龍篇」首次提及。

### 特權
當海賊成為「王下七武海」時，世界政府將不再追究他們過去的罪行，其本人與部下的通緝令亦會被凍結，懸賞金額不再上漲。與此同時，隨著身份被承認，他們的私掠行為亦獲得世界政府默許，但要把一定數量的財物收成交給世界政府。
此外，世界政府為了保持與王下七武海的「合作關係」，會針對他們各自的情況同意「個別要求」。例如承諾波雅·漢考克不讓海軍船艦駛進亞馬遜百合領海、答應吉貝爾赦免太陽海賊團所有船員之前犯下的罪行等，唐吉訶德·多佛朗明哥甚至藉由七武海的權力拓展旗下的非法交易事業。

### 制度
世界政府會依據該名海賊的作為、實力、影響力，主動或被動徵召賦予王下七武海的職位，例如世界政府曾為了促進與魚人島之間的種族和諧邀請吉貝爾成為七武海；馬歇爾·D·汀奇憑藉擊敗艾斯送交推進城而遞補為七武海；托拉法爾加·羅向世界政府獻上100顆海賊的心臟而遞補為七武海。倘若七武海成員自行放棄名號、犯下的罪行過重、和其他海賊團結盟、或被世界政府認定無留任價值，就會褫奪其職位並恢復追緝該名海賊，更嚴重甚至是下令抹殺。
頂點戰爭的兩年後，藉由世界徵兵成為海軍上將的藤虎對七武海的制度十分不滿，他在多雷斯羅薩戰役後，於馬力喬亞向同為新任上將的綠牛提到貝卡帕庫博士的新發明能取代七武海。不久後曾深受七武海壓迫且與藤虎有所聯繫的兩位國王：阿拉巴斯坦王國寇布拉和多雷斯羅薩利克王在世界會議上直接提出廢除七武海的要求，最終獲得多數同意票決議通過，海軍也在世界會議落幕後開始出兵追緝喬拉可爾·密佛格、波雅·漢考克、巴其、艾德華·衛伯等隨之解職的末代七武海。消息傳開來後，各國國民廣泛認同此制度早該廢除而隨之歡呼。

## 歷任成員
| 時期篇章                               | 歷任成員                       | 歷任成員                       | 歷任成員                       | 歷任成員                       | 歷任成員                       | 歷任成員                       | 歷任成員                       |
| -------------------------------------- | ------------------------------ | ------------------------------ | ------------------------------ | ------------------------------ | ------------------------------ | ------------------------------ | ------------------------------ |
| 「七武海」制度成立後〜路飛出海前13年前 | 喬拉可爾·密佛格                | 克洛克達爾                     | 月光·摩利亞                    | 花札                           | 不適用                         | 不適用                         | 不適用                         |
| 路飛出海前13年前〜出海前8年前          | 喬拉可爾·密佛格                | 克洛克達爾                     | 月光·摩利亞                    | 花札                           | 波雅·漢考克                    | 不適用                         | 不適用                         |
| 路飛出海前8年前〜出海前3年前           | 喬拉可爾·密佛格                | 克洛克達爾                     | 月光·摩利亞                    | 花札                           | 波雅·漢考克                    | 唐吉訶德·多佛朗明哥            | 吉貝爾                         |
| 路飛出海前3年前〜阿拉巴斯坦篇          | 喬拉可爾·密佛格                | 克洛克達爾                     | 月光·摩利亞                    | 巴索羅繆·大熊                  | 波雅·漢考克                    | 唐吉訶德·多佛朗明哥            | 吉貝爾                         |
| 恐怖三桅帆船篇〜頂點戰爭篇             | 喬拉可爾·密佛格                | 馬歇爾·D·汀奇                  | 月光·摩利亞                    | 巴索羅繆·大熊                  | 波雅·漢考克                    | 唐吉訶德·多佛朗明哥            | 吉貝爾                         |
| 頂點戰爭篇〜「黑鬍子」成為「四皇」前   | 喬拉可爾·密佛格                | 巴其                           | 空缺                           | 巴索羅繆·大熊                  | 波雅·漢考克                    | 唐吉訶德·多佛朗明哥            | 空缺                           |
| 魚人島篇〜多雷斯羅薩篇                 | 喬拉可爾·密佛格                | 巴其                           | 艾德華·衛伯                    | 巴索羅繆·大熊                  | 波雅·漢考克                    | 唐吉訶德·多佛朗明哥            | 托拉法爾加·羅                  |
| 圓蛋糕島篇〜和之國篇                   | 喬拉可爾·密佛格                | 巴其                           | 艾德華·衛伯                    | 巴索羅繆·大熊                  | 波雅·漢考克                    | 空缺                           | 空缺                           |
| 和之國篇第二幕後                       | 制度被廢除已解散，全員恢復懸賞 | 制度被廢除已解散，全員恢復懸賞 | 制度被廢除已解散，全員恢復懸賞 | 制度被廢除已解散，全員恢復懸賞 | 制度被廢除已解散，全員恢復懸賞 | 制度被廢除已解散，全員恢復懸賞 | 制度被廢除已解散，全員恢復懸賞 |

- 以下角色按登場順序排列。

喬拉可爾·密佛格
聲優：青野武→掛川裕彥（日本）；孫中台→符爽（台灣）；黎家希／蔡忠衛（香港）
外號「鷹眼」，被公認為「世界最強劍豪」，擁有世界最強黑刀的「夜」。「七武海」早期成員之一，被稱為「海軍獵人」。懸賞金額：35億9,000萬貝里（恢復懸賞→和之國篇後）。
世界會議過後，因七武海已被廢除，遭到海軍追捕，後成為「十字公會」幹部（實際為創辦人之一）。
克洛克達爾
聲優：大友龍三郎（日本）；宋克軍（台灣）；蔡忠衛／李家輝（香港）
外號「沙漠之王」，前巴洛克華克社長，代號「Mr.0」。懸賞金額：8,100萬貝里（成為七武海前→逃獄恢復懸賞） → 19億6,500萬貝里（和之國篇後）。
「七武海」早期成員之一。在26年前曾和「鬼之繼承者」道格拉斯·巴雷特戰鬥過並分不出勝負，並在同時期成為七武海，曾挑戰艾德華·紐蓋特但落敗。
在阿拉巴斯坦事件中被魯夫打敗，被海軍褫奪稱號並逮捕至推進城，由黑鬍子遞補其空缺，後來與魯夫等人合作逃獄。現成為「十字公會」幹部（實際為創辦人之一）。
唐吉訶德·多佛朗明哥
聲優：田中秀幸（日本）；宋克軍→孫中台（台灣）；李家傑（香港）
外號「天夜叉」，地下世界外號「JOKER」，唐吉訶德海賊團船長兼前任多雷斯羅薩王國國王。懸賞金額：3億4,000萬貝里（成為七武海前→恢復懸賞被逮捕）。
在多雷斯羅薩篇10年前，即路飛出海8年前，因世界政府忌憚於他掌握馬力喬亞內某個重大「國寶」的情報而邀請他成為七武海。
在多雷斯羅薩事件中被魯夫打敗，被上將藤虎為首的海軍褫奪其稱號並逮捕至推進城。
巴索羅繆·大熊
聲優：堀秀行（日本）；孫中台（台灣）；何偉誠（香港）
外號「暴君」，前雪葩王國國王，以前是以暴力聞名的海賊，私底下是革命軍的幹部。懸賞金額：2億9,600萬貝里（成為七武海前→恢復懸賞）。
在第二部的四年前，世界政府為了加強對他的控制以及填補花札被艾斯打敗後遭除名的空缺而邀請他遞補七武海。
在頂點戰爭前自願被貝卡帕庫博士完全改造，成為失去自我意識、完全聽令於世界政府的人體兵器，並曾淪為天龍人的奴隸，後被革命軍救回後獨自前往蛋頭島。
月光·摩利亞
聲優：寶龜克壽（日本）；孫中台（台灣）；蔡忠衛（香港）
恐怖三桅帆船海賊團船長。懸賞金額：3億2,000萬貝里（成為七武海前→恢復懸賞）。
「七武海」早期成員之一。在20多年前已是有名氣的海賊。曾在23年前在和之國的鈴後挑戰「百獸」海道並落敗，之後自暴自棄。
於恐怖三桅帆船事件中被魯夫打敗，在頂點戰爭後因世界政府高層認定其實力不足以擔當七武海，下令褫奪其稱號，並要求多佛朗明哥將他抹殺，但摩利亞被其部下阿布薩羅姆所救而倖存。
波雅·漢考克
聲優：三石琴乃（日本）；錢欣郁（台灣）；鄭家蕙（香港）
外號「海賊女帝」，九蛇海賊團船長兼亞馬遜百合皇帝。懸賞金額：8,000萬貝里（成為七武海前→恢復懸賞） → 16億5,900萬貝里（和之國篇後）。
在九蛇島篇曾提及，路飛出海13年前，時齡18歲的漢考克僅在一場遠征中就被懸賞8,000萬貝里，在她還沒加入七武海之前，九蛇就已惡名昭彰，使世界政府有所提防而邀請她成為七武海。
世界會議過後，因七武海已被廢除遭到海軍追捕，同追捕期間遭覬覦其能力欲搶奪的四皇黑鬍子偷襲，在慘遭毒手前由雷利及時趕來救場才得以脫身。
吉貝爾
聲優：鄉里大輔→寶龜克壽（日本）；宋克軍（台灣）；譚漢華（香港）
外號「海俠」，原太陽海賊團船長，現為草帽海賊團掌舵手。懸賞金額：7600萬貝里（太阳海賊團时）→2億5,000萬貝里（成為七武海前） → 4億3,800萬貝里（恢復懸賞） → 11億貝里（和之國篇後）。
於遇見路飛的8年前，因「五老星」想藉以加強種族間的和諧而邀請他成為七武海。
在頂點戰爭前夕因不想與白鬍子為敵，拒絕世界政府的徵召而遭逮捕至推進城，後於頂點戰爭期間自行放棄其稱號。戰爭結束後加入BIG MOM旗下來保護魚人島，於蛋糕島篇退出轉加入草帽海賊團擔任舵手一職。
馬歇爾·D·汀奇
聲優：大塚明夫（日本）；孫中台／符爽（台灣）；譚漢華（香港）
外號「黑鬍子」，黑鬍子海賊團提督。懸賞金額：0貝里（成為七武海前） → 22億4,760萬貝里（恢復懸賞、成為四皇） → 39億9,600萬貝里（和之國篇後）。
巴納洛島事件後，藉由生擒艾斯的功績自薦成為七武海，後於頂點戰爭期間自行放棄其稱號，戰後取代艾德華·紐蓋特成為新任四皇。
托拉法爾加·羅
聲優：神谷浩史（日本）；宋克軍（台灣）；蔡忠衛（香港）
外號「死亡外科醫生」，哈特海賊團船長兼船醫。懸賞金額：4億4,000萬貝里（成為七武海前） → 5億貝里（恢復懸賞） → 30億貝里（和之國篇後）。
在頂點戰爭後，藉由向世界政府交付100顆海賊的心臟自薦成為七武海。其後與草帽海賊團結盟，但不久此消息走漏風聲，被上將藤虎確認後宣布褫奪其稱號。
巴其
聲優：千葉繁（日本）；孫中台／符爽（台灣）；馮志輝／蔡忠衛（香港）
外號「千兩小丑」，巴其海賊團船長兼海賊派遣公司「巴其速遞」總裁。懸賞金額：1,500萬貝里（成為七武海前→恢復懸賞） → 31億8,900萬貝里（和之國篇後、成為四皇）。
在頂點戰爭結束後，由於收了大量推進城囚犯作為手下以及在戰爭中的表現，使世界政府有所忌憚而邀請他遞補七武海。
世界會議過後，因王下七武海制度已被廢除，遭到海軍追捕，其後傳聞稱其成為十字公會的領導者（名義上，實為被海軍誤認），並成為新任四皇。
艾德華·衛伯
聲優：鹽屋浩三（日本）；符爽（台灣）
自稱「白鬍子二世」。懸賞金額：4億8,000萬貝里（成為七武海前→恢復懸賞）。
在頂點戰爭後，藉由其白鬍子二世的名聲和其可怕的實力成為七武海。世界會議過後，因七武海已被廢除，遭到海軍追捕。
花牌（Hanafuda，花札）
外號「蜥蜴之王」，配戴面罩的捲髮男子，身高達5.14公尺，手持帶有辰星的鐮刀，嗜好是收集古代動物系惡魔果實。
在第二部的四年前，任職七武海時被17歳的艾斯打敗，日後被除名，由巴索羅繆·大熊遞補其空缺。其形象首次登場於漫畫單行本109卷SBS，並於漫畫單行本111卷SBS確認已死。
在單行本111卷SBS中提及，花札當海賊時與海道曾多次交戰，後因共同目標結成同盟，之後屈服於海道之下打算幫助海道成為海賊王。花札對海道極其信任並將兒女烏爾蒂及培濟萬託付給海道，被艾斯擊敗後正打算出海尋找兒女時被過去結怨的海賊殺死。

## 相關項目
- 私掠（私掠許可證）